# モノウ川

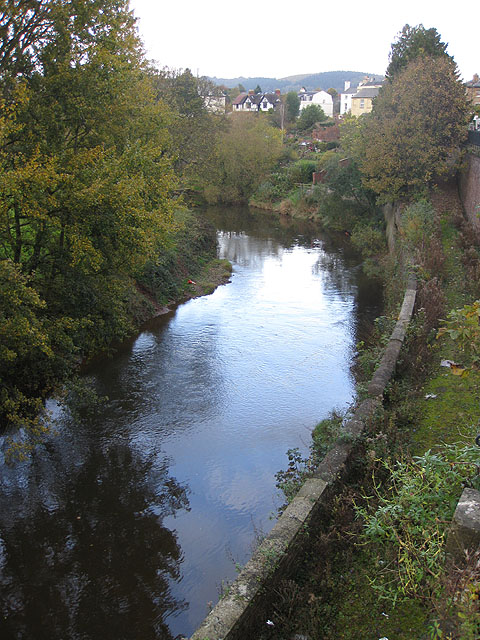
モンマスのプライオリ・ストリートから見た上流

モノウ川（モノウがわ、英: River Monnow、ウェールズ語: Afon Mynwy）はイングランドのヘレフォードシャー南西部とウェールズのモンマスシャー東部を流れる川。

## 国境の川
源流からモンマスでワイ川に合流するまでの短い流路の殆どは、イングランドとウェールズの国境となっている。ワイ川もモンマスからチェプストウでセヴァーン川に入るまでの半分はイングランドを流れる。モンマスでは、モノウ橋という中世の個性的な橋が架かっている。遊歩道のモノウ・バレー・ウォークが川に沿って伸びている。

## ブラック山地の源流
モノウ川の源流は、ウェールズのブラック山地の麓にある、クブン・ヒル上のクラスウォール近くにある。川は南に流れ、支流のエスクリー・ブルック川およびオルチョン・ブルック川とクロードックの近くで合流し、さらにブラック山地のウェールズ側を源流とするアボン・ホンジ川とパンディの近くで合流する。次いで川はわずかに東へ向きを変え、また南へ流れる。そしてモンマスで、トロシー川と共にワイ川に合流する。モノウ川の全長は42キロメートルになる。

## ブラウントラウト
かつて川のポントリラスからスケンフリスの間にかけてはブラウントラウトの豊かな生息数で知られ、記録的な漁獲高を誇った。漁獲量は20世紀の間、特に1960年代にかなり減少したが、近年は劇的に回復し、モノウ川はイングランドとウェールズで最も天然トラウト漁が盛んな地域に再びなっている。また現在はカワヒメマス漁でも知られている。最近モンマスで魚道が開かれ、以前は堰で遡上を阻まれていた回遊魚も行き来できるようになった。これにより、サケやシートラウトが集水地域の大部分へ到達できるようになり、2008年の秋にはケントチャーチの堰で、久しく無かったサケの跳躍が見られた。モノウ漁業組合は、集水地域全般にわたり生息環境を改善し、安全に捕らえた魚の大部分を川に戻すよう釣り人たちに促すことによって、漁獲高の改善に大きく貢献している。